# Bahnstrecke Eilsleben–Schöningen
| Bahnhof Schöningen, 2012 |                                              |                                             |                                             |
| Streckennummer (DB): | 6874                                         |                                             |                                             |
| Kursbuchstrecke (DB): | zuletzt 234 (DB), 732 (DR)                   |                                             |                                             |
| Kursbuchstrecke: | 184 (1934) 206c (Offleben – Schöningen 1946) |                                             |                                             |
| Streckenlänge: | 17,9 km                                      |                                             |                                             |
| Spurweite: | 1435 mm (Normalspur)                         |                                             |                                             |
| Streckenklasse: | C4                                           |                                             |                                             |
| |                                              |                                             |                                             |
| \| \| \| von Magdeburg Hbf \| \| \| \| \| von Blumenberg \| \| \| \| \| von Haldensleben \| \| \| \| 171,7 \| Eilsleben \| 144 m \| \| \| \| nach Braunschweig Hbf \| \| \| \| 177,7 \| Badeleben \| Badeleben \| \| \| 179,5 \| Völpke (Kr Oschersleben) \| Völpke (Kr Oschersleben) \| \| \| 181,2 \| Völpke Kohlensammelbf \| Völpke Kohlensammelbf \| \| \| \| nach Harbke \| \| \| \| \| Landesgrenze Sachsen-Anhalt – Niedersachsen \| \| \| \| 185,0 \| Offleben \| Offleben \| \| \| \| von Helmstedt \| \| \| \| 189,0 \| Schöningen \| Schöningen \| \| \| \| nach Braunschweig und nach Oschersleben \| \| \| \| \| nach Wolfenbüttel \| \| |                                              |                                             |                                             |
| Strecke |                                              | von Magdeburg Hbf                           | von Magdeburg Hbf                           |
| Abzweig geradeaus und ehemals von links |                                              | von Blumenberg                              | von Blumenberg                              |
| Abzweig geradeaus und ehemals von rechts |                                              | von Haldensleben                            | von Haldensleben                            |
| Bahnhof | 171,7                                        | Eilsleben                                   | 144 m                                       |
| Abzweig ehemals geradeaus und nach rechts |                                              | nach Braunschweig Hbf                       | nach Braunschweig Hbf                       |
| Haltepunkt / Haltestelle (Strecke außer Betrieb) | 177,7                                        | Badeleben                                   | Badeleben                                   |
| Bahnhof (Strecke außer Betrieb) | 179,5                                        | Völpke (Kr Oschersleben)                    | Völpke (Kr Oschersleben)                    |
| Dienststation / Betriebs- oder Güterbahnhof (Strecke außer Betrieb) | 181,2                                        | Völpke Kohlensammelbf                       | Völpke Kohlensammelbf                       |
| Abzweig geradeaus und nach rechts (Strecke außer Betrieb) |                                              | nach Harbke                                 | nach Harbke                                 |
| Grenze (Strecke außer Betrieb) |                                              | Landesgrenze Sachsen-Anhalt – Niedersachsen | Landesgrenze Sachsen-Anhalt – Niedersachsen |
| Bahnhof (Strecke außer Betrieb) | 185,0                                        | Offleben                                    | Offleben                                    |
| Abzweig geradeaus und von rechts (Strecke außer Betrieb) |                                              | von Helmstedt                               | von Helmstedt                               |
| Bahnhof (Strecke außer Betrieb) | 189,0                                        | Schöningen                                  | Schöningen                                  |
| Abzweig geradeaus, nach links und nach rechts (Strecke außer Betrieb) |                                              | nach Braunschweig und nach Oschersleben     | nach Braunschweig und nach Oschersleben     |
| Strecke (außer Betrieb) |                                              | nach Wolfenbüttel                           | nach Wolfenbüttel                           |

Die Bahnstrecke Eilsleben – Schöningen ist eine stillgelegte, zeitweilig zweigleisige Hauptbahnverbindung zwischen den heutigen Ländern Sachsen-Anhalt und Niedersachsen. Die rund 18 Kilometer lange Bahn verband die Orte Eilsleben und Völpke auf sachsen-anhaltischer sowie Offleben und Schöningen auf niedersächsischer Seite miteinander. Durch die deutsche Teilung wurde sie unterbrochen; die Restabschnitte wurden bis zu ihrer Stilllegung als Nebenbahn betrieben.

## Geschichte
Seit 1846 waren Berlin und Magdeburg über die Strecke der Berlin-Potsdam-Magdeburger Eisenbahngesellschaft (BPME) miteinander verbunden. Die westliche Fortführung erfolgte über die Strecken der Magdeburg-Halberstädter Eisenbahngesellschaft und der Herzoglich Braunschweigischen Staatseisenbahn mit Umweg über Oschersleben (Bode). Die BPME prüfte daher nach Möglichkeiten einer eigenen Streckenverlängerung ins Herzogtum Braunschweig. Als westliche Endpunkte sollten Braunschweig und Schöningen beziehungsweise Jerxheim dienen, wo Anschluss an die Braunschweigische Staatsbahn bestand. Probleme bereitete allerdings die Festung Magdeburg und die mit ihr verbundenen restriktiven Baubestimmungen. 1868 stellte die preußische Militärverwaltung der Berlin-Potsdam-Magdeburger Eisenbahn, der Magdeburg-Halberstädter Eisenbahn und der Magdeburg-Cöthen-Halle-Leipziger Eisenbahn 28 Hektar Bauland für die Errichtung eines neuen Magdeburger Zentralbahnhofs, dem heutigen Magdeburger Hauptbahnhof, zur Verfügung. Zeitgleich begann die BPME mit den Vorarbeiten für die Strecken von Magdeburg über Eilsleben nach Helmstedt und Schöningen. Der Staatsvertrag zum Bau der Bahn zwischen Preußen und dem Herzogtum Braunschweig wurde am 27. Mai 1868 ratifiziert. Am 14. Dezember 1868 stellte die preußische Seite der BPME die Konzessionsurkunde zum Bau aus, die analoge Urkunde seitens Braunschweigs wurde am 18. Februar 1868 erteilt. Im Frühjahr 1869 begannen die Bauarbeiten an beiden Strecken. Die Gesellschaft setzte vorwiegend Saisonkräfte aus den preußischen Provinzen Brandenburg, Posen und Westpreußen ein, da die örtlichen Arbeitskräfte in der Landwirtschaft benötigt wurden. Ende Juli 1870 musste die BPME die Arbeiten vorübergehend einstellen, da infolge des Deutsch-Französischen Krieges Arbeitskräftemangel herrschte. Ende 1871 wurde der Streckenbau fortgesetzt, wobei die Gesellschaft nun auch auf französische Kriegsgefangene zurückgreifen konnte. Am 15. August 1872 fuhr der erste Arbeitszug zwischen Magdeburg, Eilsleben und Schöningen, einen Monat darauf erfolgte am 15. September 1872 die Eröffnung beider Verbindungen. Der direkte Anschluss an die Stammstrecke der BPME folgte am 15. Mai 1873 zusammen mit der Eröffnung des Magdeburger Hauptbahnhofs. Die Verbindungen gehörten daraufhin zu den wichtigsten Ost-West-Strecken im Deutschen Reich.
Am 1. April 1880 übernahm die Preußische Staatsbahn die Betriebsführung auf der Strecke, nachdem die BPME zuvor verstaatlicht wurde. Die Strecke unterstand der Königlichen Eisenbahn-Direktion Magdeburg, die ab 1922 als Reichsbahndirektion Magdeburg geführt wurde.
Im Sommer 1896 befuhren täglich drei Zugpaare Eilsleben – Schöningen und ein Zugpaar Magdeburg Hbf – Schöningen die Strecke, hinzu kamen die Courierzüge 141 und 142, die ohne Halt an den Unterwegsbahnhöfen verkehrten. Infolge des Braunkohleabbaus im Helmstedter Revier kam es zudem zu einem deutlichen Anstieg des Güterverkehrs. Bei Völpke ging 1898 eine Brikettfabrik in Betrieb, die über einen separaten Kohlensammelbahnhof an die Strecke angeschlossen war. Zwischen 1912 und 1922 wurde daher der Bahnhof Eilsleben ausgebaut. Nach dem Ersten Weltkrieg verlagerte sich die Bedeutung weiter zugunsten des Güterverkehrs. Fuhren im Sommer 1914 noch sechs beziehungsweise sieben Züge zwischen Eilsleben und Schöningen, waren es im Sommer 1921 noch vier beziehungsweise drei Züge. Hinzu kam das Duchgangszug-Paar D 179/180 Berlin – Köln – Saarbrücken. Nach einem Erdrutsch bei Schöningen, der die Strecke für längere Zeit unterbrach, verlegte die 1920 gegründete Deutsche Reichsbahn die letzte Schnellzugverbindung über Helmstedt. Ab 1924 stockte die Deutsche Reichsbahn das Fahrplanangebot auf fünf Zugpaare zwischen Eilsleben und Börßum täglich auf, hinzu kamen werktags einzelne Züge zwischen Schöningen und Eilsleben beziehungsweise Völpke.
Infolge der Weltwirtschaftskrise ging die Braunkohleförderung zunächst stark zurück, sodass Anfang der 1930er Jahre nur zwei Nahgüterzugpaare die Strecke befuhren. Die Reichsbahn ihrerseits war gezwungen ihre Verwaltungskosten zu senken. Sie löste daher die Reichsbahndirektion Magdeburg zum 1. Oktober 1931 auf und unterstellte die Strecken der Reichsbahndirektion Hannover. Im Sommer 1937 verkehrten täglich fünf Personenzug- und acht Güterzugpaare auf der Strecke. Während des Zweiten Weltkrieges wurde das Personenzugangebot zugunsten weiterer Güterzugverbindungen reduziert.
Am 12. April 1945 wurde der Bahnhof Eilsleben von der US-Armee eingenommen, die Strecke befand sich danach zunächst innerhalb der Britischen Besatzungszone. Am 1. Juli 1945 besetzten sowjetische Truppen gemäß dem Potsdamer Abkommen das Gelände bis zur vereinbarten Demarkationslinie zwischen Völpke und Offleben. Auf Anordnung der SMAD wurde der grenzüberschreitende Verkehr eingestellt und das zweite Streckengleis abgebaut. Bis zum Frühjahr 1948 sollen noch vereinzelt Güterzüge die Zonengrenze passiert haben, gesichert ist diese Behauptung jedoch nicht. Genaue Daten zum Streckenabbau in der Grenzregion liegen ebenso wenig vor. Der in der SBZ verbliebene Streckenabschnitt unterstand ab dem 18. Oktober 1945 der wiedergegründeten Reichsbahndirektion Magdeburg.
Ab 1950 wurde das Gebiet um Badeleben zur Gewinnung von Raseneisenstein erschlossen. Für die Arbeitskräfte ging 1951 daher der Haltepunkt Badeleben in Betrieb. Der Personenverkehr beschränkte sich ab dieser Zeit zunehmend auf den Berufsverkehr, nachdem die Grenze ab dem Frühjahr 1947 weiter gesichert wurde. Ab dem 26. Mai 1952 war der Bahnhof Völpke, vier Kilometer vor der Grenze gelegen, nur mittels eines Passierscheins zu erreichen. Gleiches betraf auch die Personale der Reichsbahn. Ab dem Sommerfahrplan 1958 setzte die Reichsbahn sechs Personenzugpaare auf der Stichstrecke ein, davon zwei als Personenzug mit Güterbeförderung. Sonn- und feiertags fuhren vier Personenzugpaare, sonnabends wurde ein weiteres Zugpaar eingesetzt. Im Güterverkehr liefen zusätzlich zwei Ganzzüge zur Brikettfabrik Völpke. Das Angebot blieb über längere Zeit bestehen.
Ab Mitte der 1950er Jahre verschlechterte sich der Oberbauzustand zunehmend, sodass die Reichsbahn die Streckenhöchstgeschwindigkeit von 50 auf 30 km/h reduzierte. Durch die zunehmende Motorisierung in den 1960er Jahren sank zudem die Nachfrage im Personenverkehr. Gleichzeitig verbesserte der VEB Kraftverkehr Oschersleben sein Busangebot. Die nur noch als Nebenbahn geführte Verbindung wies 1968 insgesamt 4,7 Kilometer Langsamfahrstellen aus, die eine Reduzierung auf 20, stellenweise auch 10 km/h vorschrieben. Die Fahrzeit verlängerte sich von 14 Minuten im Sommer 1958 auf über 20 Minuten. Die Rbd Magdeburg beabsichtigte daher ab 1966 die Stilllegung der Strecke, die zunächst auf den 1. Juni 1969 festgelegt wurde. Da dem VEB Kraftverkehr zu diesem Zeitpunkt nicht genügend Omnibusse zur Verfügung standen, wurde die Einstellung des Personenverkehrs auf den 25. September 1971 verlegt.
Der Güterverkehr hielt sich auf dem östlichen Abschnitt noch knapp 20 Jahre länger, war aber seit den 1960er Jahren ebenfalls zurückgegangen. Grund hierfür war die Einstellung der Raseneisensteinförderung, da die DDR zunehmend auf Importerz aus der UdSSR zurückgreifen konnte. Die Reichsbahn führte daher den Vereinfachten Nebenbahnbetrieb auf der Bahn ein, womit die Stellwerke in Völpke und Badeleben entfallen konnten. Ende der 1970er Jahre ließ die Reichsbahn die Strecke im Rahmen der Zentralen Oberbauerneuerung instand setzen. Täglich bedienten zwei bis drei Nahgüterzugpaare die Strecke, ab Mai 1981 wurden sie als Übergabezug geführt. Nach Einstellung des Tagebaus Wulfersdorf bezogen die Brikett- und Montanwachsfabrik in Völpke ihre Rohstoffe per Ganzzug aus Profen.
Mit der Wende schränkte die Brikettfabrik ihre Produktion zunächst drastisch ein, am 31. März 1992 wurde sie stillgelegt. Die Montanwachsfabrik blieb erhalten, bezog ihre Rohstoffe aber künftig über die Straße. Zum Fahrplanwechsel im Mai 1992 wurde das Angebot daher auf ein Übergabezugpaar reduziert. Am 8. Januar schlug die seit 1990 zuständige Reichsbahndirektion Halle die Abgabe der Infrastruktur an einen privaten Betreiber vor, wofür sich niemand fand. Zudem hätte der Oberbau auf fünf Kilometern Länge auf Grund von Alkalischäden („Betonkrebs“) erneuert werden müssen. Am 31. Dezember 1994 stellte die neu gegründete Deutsche Bahn daher den Betrieb ein. Das Eisenbahn-Bundesamt genehmigte die Stilllegung der Strecke zum 1. Juni 1996.
Der Personenverkehr auf dem westlichen Abschnitt Schöningen – Offleben hielt sich bis zum 21. Mai 1955, danach bestand er bis 1974 aus einem einzigen werktäglichen Zugpaar. Zum 1. April 1974 stellte die Deutsche Bundesbahn den Gesamtverkehr ein und ließ den Abschnitt abbauen. Inzwischen hat sich der Braunkohlentagebau auf das Gelände der Strecke ausgedehnt.